# Anch
| anx | n · x |

| anx | n · x |

| anx |

| anx |

symbol anch

Anch, ankh, krzyż egipski (łac. crux ansata) – w mitologii egipskiej hieroglif oznaczający życie. Anch w starożytnym Egipcie. Był symbolem życia i dlatego miał zapewniać dostatnie oraz wieczne życie. Był znakiem-amuletem ochraniającym zarówno w życiu doczesnym, jak i życiu pozagrobowym. Współcześnie nadaje mu się mistyczne oraz magiczne znaczenie. 
Wyglądem przypomina duże T z pętlą lub kółkiem (trzymany przez bogów) u góry. Stał się egipskim znakiem życia oraz symbolem i atrybutem wszystkich wiecznie żyjących bóstw. Obecnie wielu ludzi uważa, że w symbolice i wierzeniach starożytnego Egiptu, symbol ten miał dawać (poprzez emanowanie energii ze swego wnętrza) nieśmiertelność i wieczne zdrowie. Był też symbolem zjednania z bogami w zaświatach, dając tym samym wieczne i szczęśliwe życie. Posiadaczami „życia wiecznego” były bóstwa, które obdarzały nim śmiertelnych. Faraon przedstawiany razem z bóstwami trzymał w dłoni ten znak, co miało podkreślać jego boską naturę. Symboliczne przedstawienie faraona Senusereta trzymającego dwa anchy na piersi obrazuje jego posiadanie (jako niosącego życie swego ludu), a także jego dawanie (strumienia anch) za pośrednictwem bogów. Jako jeden z amuletów starożytnego świata uważany był za potężny talizman chroniący posiadacza przed złymi siłami degeneracji i upadku. Interpretacja poszczególnych części tego symbolu mówi o wiecznym życiu (zaokrąglony koniec) oraz planie materialnym (krzyż poniżej). Dlatego też anch utożsamiano również z rzeczami materialnymi takimi jak: woda (w Egipcie wierzono, że woda regeneruje życie), powietrze czy słońce. Z powodu swego imponującego wyglądu był używany w wielu wierzeniach religijnych i rytuałach, które wiązały się z królewskością. Był głównym artefaktem w skarbcu Tutanchamona. Umieszczony przy nosie zmarłych faraonów miał reprezentować oddech życia, który dany zostanie przez bogów w zaświatach. Anch interpretowano też często jako słońce (okrąg lub pętla u góry) wschodzące nad Nilem (linie na dole).

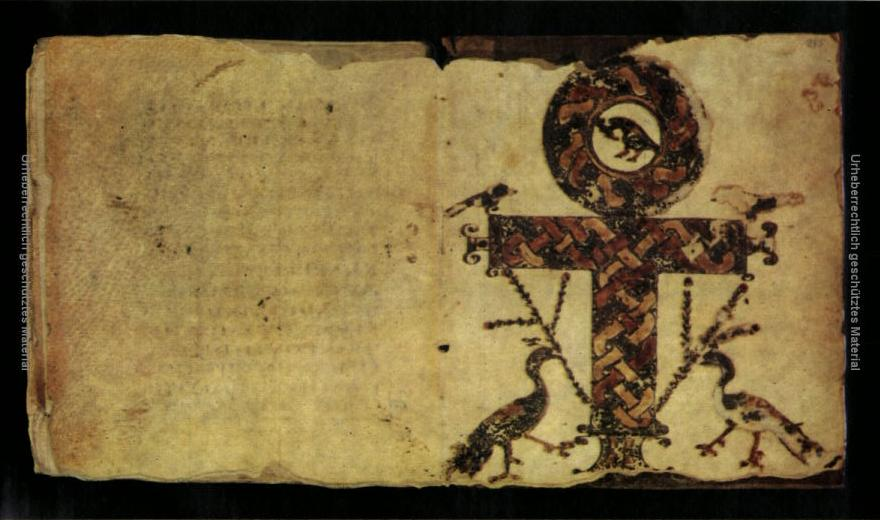
Crux ansata w rękopisie biblijnym Codex Glazier

W okresie wczesnodynastycznym anch utożsamiano z Izydą oraz Ozyrysem. Jego wpływ widoczny jest również w następnych dynastiach. Anchy poszczególnych bóstw były łączone z ich mocami, i tak: anch boga Anubisa wiązany był z ochroną zmarłych, Sechmet oraz Hapiego z życiodajnymi wodami Nilu, a anch Amona z oddechem życia (bożym duchem).
Przetrwał jako ikona posiadająca mistyczną potęgę. Uznawany za znak pierwszych chrześcijan wyznania koptyjskiego i do dziś uznawany za jeden z ich znaków.
W wicca symbolizuje jedność Bogini i Boga – pętelka na górze jest joniczna, czyli podobna do łona, i reprezentuje Boginię. Pionowa linia jest falliczna i reprezentuje Boga. Pozioma linia to ich zjednoczenie albo symbol wiedzy. W niektórych przypadkach postrzega się go jako symbol piątego (obok Powietrza, Wody, Ognia i Ziemi) z żywiołów, Ducha.
Anch wykonywano z metalu, gliny lub drewna.
Starożytni koptyjscy chrześcijanie używali crux ansata. Nowożytni koptowie stosują krzyż o równych ramionach.

## Unicode
☥ W unikodzie znak anch ma numer U+2625.